# Сінано (Наґано)

36°48′23″ пн. ш. 138°12′25″ сх. д. / 36.80639° пн. ш. 138.20694° сх. д.
Сіна́но (яп. 信濃町, しなのまち, МФА: [ɕinano mat͡ɕi̥]) — містечко в Японії, в повіті Камі-Міноті префектури Наґано. Станом на 1 квітня 2009 площа містечка становила 149,27 км². Станом на 1 липня 2011 населення містечка становило 9111 осіб.